# Канелли
Канелли (итал. Canelli) — город (коммуна) в Италии, располагается в регионе Пьемонт, в провинции Асти.
Население составляет 10640 человек (2013 г.), плотность населения составляет 443 чел./км². Занимает площадь 24 км². Почтовый индекс — 14053. Телефонный код — 0141.

## Краткая история

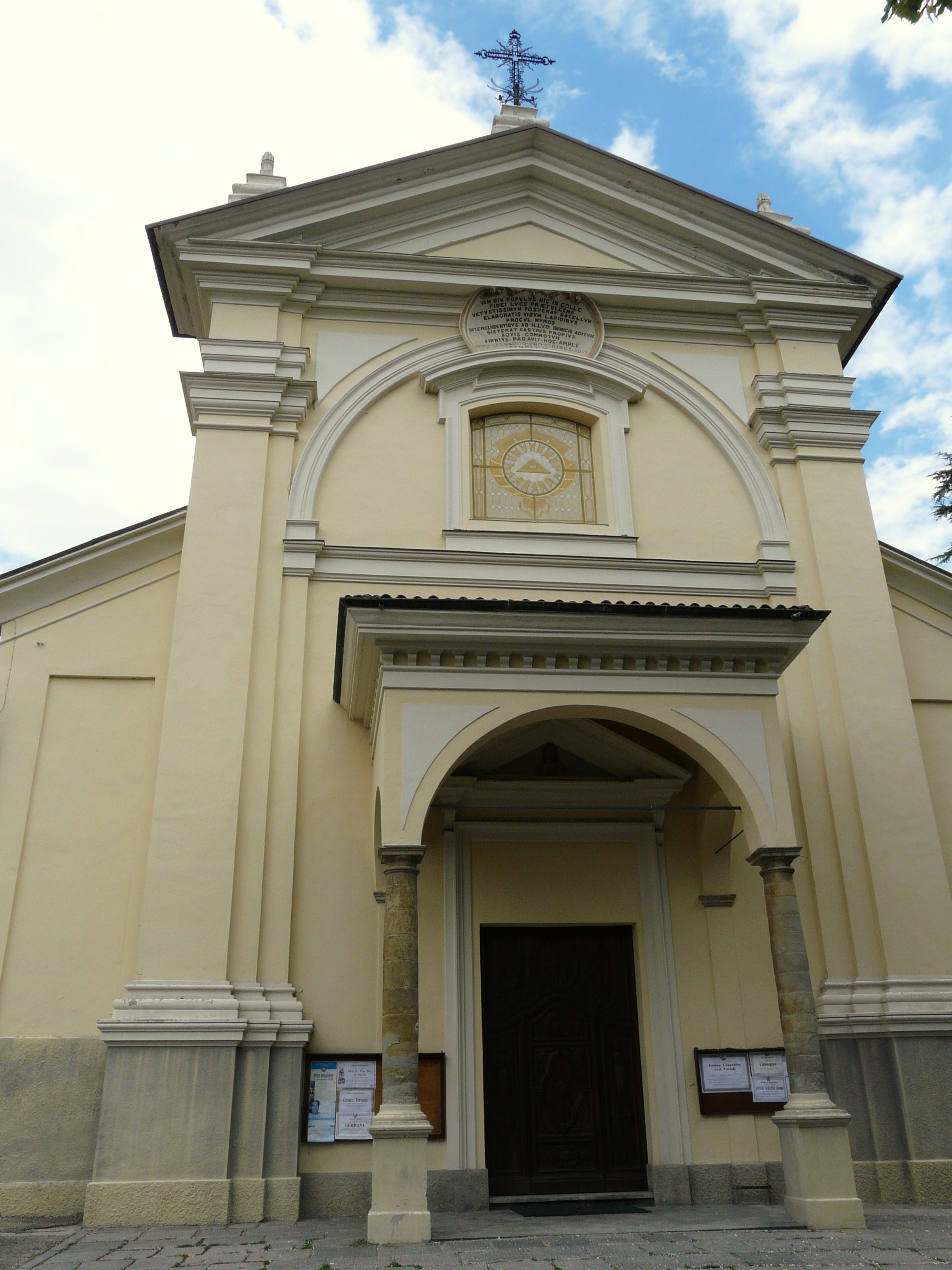
Приходская церковь San Leonardo

Территория Канелли в древние времена была местом многочисленных поселений Лигурийских племен. В римскую эпоху город был хорошо организован был центром определенного значения, где вокруг нескольких домов (рустико), уже возделывали виноградную лозу. Только в 961 году Канелли определяется как «город».
С середины XI века принадлежит графам Акви-Терме, которые в это время были госпо̀дами и проповедниками в этой местности.
В 1235 Канелли входит в состав Астийской республики. Сильные астийские семьи Asinari и Scarampi все время боролись за владение этими землями.
В период с XVI по XVII вв. Канелли был форпостом и оплотом этих мест из-за бесконечных воин с маркизами Монферрато.
Хотя в прошлом это был один из самых густонаселенных и важный астийских городов, его окончательные становление как город началось в конце восемнадцатого века, когда в Канелли было разработано вино мускат (Moscato d’Asti) и Асти спуманте (Asti Spumante) — один из главных ресурсов города.

## Винное производство

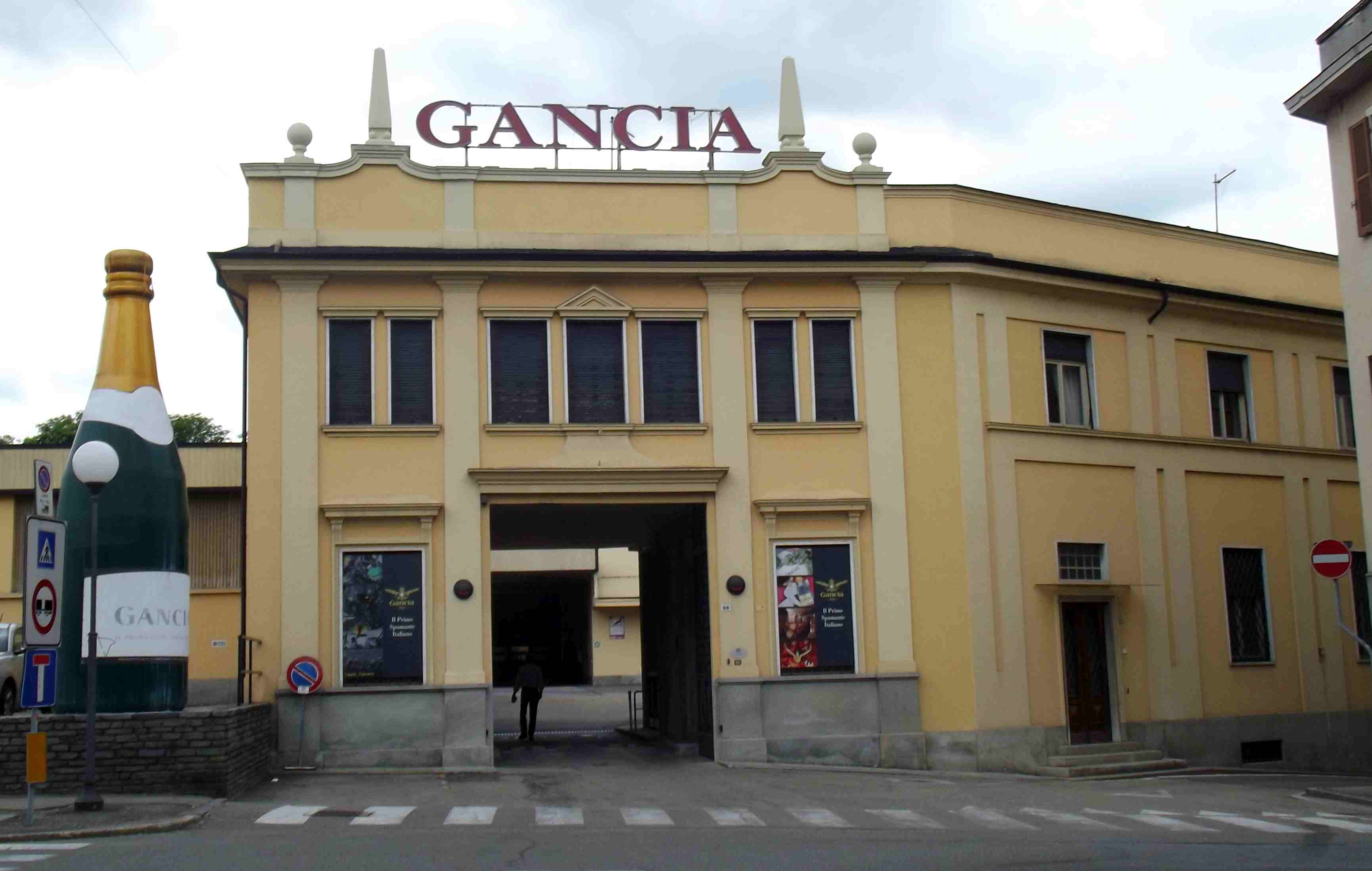
Завод Gancia

В этом городке находится несколько винных заводов. Крупнейший из них Gancia. Является одним из важнейших винодельческих предприятий Италии, также, известный во всем мире и специализируется на игристых винах. Завод был основан Карло Ганча в 1850 году.
Карло Ганча, который родился в 1829 году, с детских лет смотрел на процесс приготовления вина и решил посвятить всю свою жизнь именно этому ремеслу.
Сперва он занялся изучением химии в Турине, где очень преуспел в своем деле — изобрел утонченный рецепт очень популярного в то время вермута .
В середине восемнадцатого века, Карл переехал в Реймс, где в это время процветало производство шампанского, чтобы узнать всю технологию обработки продукта перенять опыт у знаменитой фирмы Piper-Heidsieck. Он проработал там два года пройдя все степени от простого рабочего до эксперта. После того как он изучил весь процесс шампанизации, Карл попытался упростить этот процесс используя сорт винограда мускат. Это привело бы к экономии времени обработки, а также снижению затрат на производство.
В 1830 году вина Канелли начали завоевывать зарубежные рынки, и особенно французов.
Карло в 1850 году, с помощью своего брата Эдварда, переехал в Chivasso, арендой подвал, и начал экспериментировать с мускатом. Так родился дом «Братья Ганча».
В 1865 году он, наконец, убрав французскую технологию, создал «первое итальянское спуманте» и в следующем году начался экспорт в другие страны. После этого компания Gancia постепенно становится известной во всем мире.
В 1880 году появилась фирма «Братья Ганча и К.» («Fratelli Gancia & C.»)
В 1897 году Карло умер, завещав компанию своему старшему сыну Камилло.
С июля 2013 года русский олигарх Рустам Тарико владеет примерно 95 % акций завода Gancia.

## Святой покровитель
Покровителем коммуны почитается святой апостол Фома, празднование 21 декабря.

## Демография
Динамика населения: